# Eusynnada
Eusynnada är ett släkte av skalbaggar. Eusynnada ingår i familjen vivlar.
Kladogram enligt Catalogue of Life:
| Eusynnada | \| \| Eusynnada plaxoides \| \| \| \| |
|           | \| \| Eusynnada plaxoides \| \| \| \| |
|           | Eusynnada plaxoides                   |
|           |                                       |